# Arlesey Town FC
Arlesey Town FC (celým názvem: Arlesey Town Football Club) je anglický fotbalový klub, který sídlí ve městě Arlesey v nemetropolitním hrabství Bedfordshire. Založen byl v roce 1891. Od sezóny 2018/19 hraje v Spartan South Midlands League Premier Division (9. nejvyšší soutěž). Klubové barvy jsou modrá a bílá.
Své domácí zápasy odehrává na stadionu Hitchin Road s kapacitou 2 920 diváků.

## Získané trofeje
- FA Vase ( 1× )
  - 1994/95
- Bedfordshire Senior Cup ( 5× )
  - 1965/66, 1978/79, 1996/97, 2003/04, 2009/10

## Úspěchy v domácích pohárech
Zdroj: 
- FA Cup
  - 1. kolo: 2011/12, 2012/13
- FA Trophy
  - 5. kolo: 2003/04
- FA Vase
  - Vítěz: 1994/95

## Umístění v jednotlivých sezonách
Stručný přehled
Zdroj: 
- 1952–1954: South Midlands League (Premier Division)
- 1958–1960: London League
- 1961–1962: South Midlands League (Division One)
- 1962–1963: South Midlands League (Premier Division)
- 1963–1964: South Midlands League (Division One)
- 1964–1982: South Midlands League (Premier Division)
- 1982–1992: United Counties League (Premier Division)
- 1992–1997: South Midlands League (Premier Division)
- 1997–1998: Spartan South Midlands League (Premier Division North)
- 1998–2000: Spartan South Midlands League (Premier Division)
- 2000–2001: Isthmian League (Third Division)
- 2001–2002: Isthmian League (Second Division)
- 2002–2004: Isthmian League (Division One North)
- 2004–2006: Southern Football League (Eastern Division)
- 2006–2008: Isthmian League (Division One North)
- 2008–2010: Southern Football League (Division One Midlands)
- 2010–2011: Southern Football League (Division One Central)
- 2011–2015: Southern Football League (Premier Division)
- 2015–2017: Southern Football League (Division One Central)
- 2017–2018: Southern Football League (Division One Central)
- 2018– : Spartan South Midlands League (Premier Division)

Jednotlivé ročníky
Zdroj: 
Legenda: Z - zápasy, V - výhry, R - remízy, P - porážky, VG - vstřelené góly, OG - obdržené góly, +/- - rozdíl skóre, B - body, červené podbarvení - sestup, zelené podbarvení - postup, fialové podbarvení - reorganizace, změna skupiny či soutěže
| Sezóny  | Liga                                             | Úroveň | Z  | V  | R  | P  | VG  | OG  | +/- | B  | Pozice |
| ------- | ------------------------------------------------ | ------ | -- | -- | -- | -- | --- | --- | --- | -- | ------ |
| 2009/10 | Southern Football League (Division One Midlands) | 8      | 42 | 17 | 10 | 15 | 58  | 48  | +10 | 61 | 9.     |
| 2010/11 | Southern Football League (Division One Central)  | 8      | 42 | 30 | 7  | 5  | 108 | 34  | +74 | 88 | 1.     |
| 2011/12 | Southern Football League (Premier Division)      | 7      | 42 | 12 | 11 | 19 | 43  | 60  | -17 | 47 | 18.    |
| 2012/13 | Southern Football League (Premier Division)      | 7      | 42 | 21 | 6  | 15 | 70  | 51  | +19 | 69 | 6.     |
| 2013/14 | Southern Football League (Premier Division)      | 7      | 44 | 15 | 10 | 19 | 68  | 79  | -11 | 55 | 15.    |
| 2014/15 | Southern Football League (Premier Division)      | 7      | 44 | 10 | 6  | 28 | 43  | 84  | -41 | 36 | 22.    |
| 2015/16 | Southern Football League (Division One Central)  | 8      | 42 | 14 | 5  | 23 | 48  | 87  | -39 | 47 | 16.    |
| 2016/17 | Southern Football League (Division One Central)  | 8      | 42 | 14 | 8  | 20 | 55  | 69  | -14 | 50 | 15.    |
| 2017/18 | Southern Football League (Division One East)     | 8      | 42 | 3  | 5  | 34 | 36  | 123 | -87 | 14 | 22.    |
| 2018/19 | Spartan South Midlands League (Premier Division) | 9      | 42 |    |    |    |     |     |     |    |        |